# Gottlob Adolph Renner
Gottlob Adolph Renner († 4. Januar 1777 in Plotha) war ein kursächsischer Amtmann und Rittergutsbesitzer.

## Leben
Renner pachtete ab Johannis 1749 für neun Jahre vom Kurfürsten Friedrich August von Sachsen das Amt Pretzsch mit dem dazugehörigen Vorwerk, wurde Amtmann und besaß die beiden Güter Plotha und Zwethau. Letzteres Gut hatte er im Jahre 1775 nach dem Tod von Hofrat Dobennecker erhalten. Renner hinterließ zwei Söhne. Auf Grund von Überschuldung musste Zwethau nach seinem Ableben zwangsversteigert werden.